# Mezquita El Morabito
La mezquita El Morabito es un lugar de culto islámico ubicado en la ciudad de Córdoba, España. Fue construido tras la Guerra civil española, alrededor de 1940, como regalo del dictador Francisco Franco a los soldados musulmanes que lo asistieron, conocidos como la Guardia mora, para que tuvieran un lugar de rezo. Es considerada una de las primeras mezquitas modernas.
En 1950, su uso religioso cambió por el de una biblioteca, aunque seguía especializada en religión islámica, cuyos colección se nutría, en parte, con las donaciones que realizara la Delegación de Cultura de la Alta Comisaría de España en Marruecos. Tras la Transición española y el regreso de la democracia, la Asociación de Musulmanes en Córdoba solicitó al gobierno municipal, entonces dirigido por el alcalde Julio Anguita, que les cediera el edificio para recobrar el culto religioso. La solicitud fue aceptada y abrió sus puertas en 1992 de nuevo como mezquita.